# Peter Lang
Peter Ørsted Lang (født 12. juni 1989) er en dansk sejlsportsmand, der sejler 49er sammen med Allan Nørregaard og deltog i og vandt bronzemedalje ved OL 2012 i denne båd. Lang er gast i båden. I øjeblikket underviser han på Oure efterskole.
Det var ikke denne båd, der sikrede OL-pladsen, men brødrene Simon og Emil Toft, der vandt bronze ved VM i Perth i december 2011, men dette par stoppede med at sejle en måned senere. Nørregaard og Lang blev i stedet udtaget på basis af deres resultater fra VM i 2011, hvor de blev nummer 5, og to World Cup-stævner i 2012. Kort efter at være udtaget vandt Nørregaard og Lang bronze ved VM i Zadar, Kroatien.
Lang begyndte at sejle som elleveårig; hans første store resultat kom, da han som femtenårig vandt EM i Hobie 405-klassen sammen med Mark Landry i 2004. Han sejlede også 29er, inden han kom med som gast i 49eren hos Allan Nørregaard i 2009. Lang stiller op for Fredericia og Kolding Sejlklub.